# Caridina buergersi
Caridina buergersi is een garnalensoort uit de familie van de Atyidae. De wetenschappelijke naam van de soort is voor het eerst geldig gepubliceerd in 2010 door Karge, von Rintelen & Klotz.